# Casa Serra a Suterranya
La Casa Serra a Suterranya és una obra de Tremp (Pallars Jussà) protegida com a Bé Cultural d'Interès Local.

## Descripció
Es tracta d'un edifici que ocupa una parcel·la irregular entre mitgeres i consta de planta baixa i dos pisos i de dues façanes. La façana principal, és la més estreta, dona al carrer Major i presenta un únic eix d'obertures. Destaca la gran porta adovellada de la planta baixa, amb un escut en relleu a la clau el qual apareix la inscripció següent: Serra 1594, i una flor encerclada. Als pisos superiors hi ha balcons ampitats i una galeria. El parament ha perdut l'arrebossat original.
Pel que fa a la façana del carrer Raval, de major longitud, la majoria de les obertures existents han estat recentment renovades, essent originals tan sols els dos balcons del segon pis, amb volada de llosana de pedra ancorada amb grapes metàl·liques i barana de ferro forjat.